# إيه آر دي
الهيئة العامة للبث الإذاعي في جمهورية ألمانيا الاتحادية (بالألمانية: Arbeitsgemeinschaft der öffentlich-rechtlichen Rundfunkanstalten der Bundesrepublik Deutschland)  تُختصر ARD ؛ هي اتحاد إذاعي يتكون من هيئات البث الحكومية وقناة دويتشه فيله. أُسست عام 1950 وتشكل مع التلفزيون الألماني الثاني وراديو ألمانيا هيئة البث العام في ألمانيا. تُمَوَّل إلى حد كبير من رسوم خدمة البث وتتضمن برامج وعروض وخدمات مشتركة مثل القناة الأولى ومكتبتي آي آر دي البصرية والسمعية.

## لمحة تاريخية

شعار الهيئة في السبعينيات

الشعار بين عامي 2003 و2019

تستند الهيئة إلى الهيكل الفيدرالي لجمهورية ألمانيا الاتحادية: يحق لكل ولاية أن يكون لها محطة إذاعية. تاريخياً يعود هيكل البث الفيدرالي إلى الأيام الأولى للبث في ألمانيا في عشرينيات القرن الماضي، عندما أُنْشِئَتْ محطات البث الفردية في بروسيا وساكسونيا وبافاريا وفورتمبيرغ نُظِمَتْ بشكل فضفاض في مؤسسة بث الرايخ. قام النازيون بتنظيم البث بشكل مركزي منذ عام 1933 وعطلوا إلى حد كبير الهيكل الفيدرالي. تأسست الهيئة العامة للبث الإذاعي في جمهورية ألمانيا الاتحادية في 9 يونيو 1950 من قبل شركات البث الحكومية الستة آنذاك هيئة إذاعة بافاريا وإذاعة هسن وراديو بريمن وإذاعة جنوب ألمانيا و إذاعة جنوب غرب ألمانيا وإذاعة شمال غرب ألمانيا و-مع تصويت استشاري- هيئة بث القطاع الأمريكي في برلين.
استقبال برامج الهيئة كان ممكنا في جمهورية ألمانيا الديمقراطية، وهو أمر كان مقصود منها. إلا أن الاستقبال لم يكن ممكنًا في مناطق معينة، مثل وادي إلبه وسويسرا الساكسونية ولوساتيا العليا، ولهذا السبب أُوِّلَ الاختصار "ARD" على سبيل السخرية على أنه خارج نطاق دريسدن „Außer Raum Dresden“ أو بعيدًا عن متناول دريسدن „Außer Reichweite Dresdens“. استقبال البرامج الإذاعية كان ممكنا عبر الموجات الطويلة والمتوسطة والقصيرة في هذه المناطق.
خلال الخمسينيات من القرن الماضي بدأ إعداد وبث أول برنامج تلفزيوني مشترك في جمهورية ألمانيا الاتحادية. بعد تأسيس إذاعة برلين الحرة وتقسيم إذاعة شمال غرب ألمانيا إلى إذاعة غرب ألمانيا وإذاعة شمال ألمانيا بالإضافة إلى تأسيس إذاعة سارلاند صار عدد أعضاء ARD تسعة في عام 1959. هؤلاء الأعضاء أداروا البرنامج التلفزيوني المجتمعي الذي يبث على الصعيد الوطني تحت اسم التلفاز الألماني "Deutsches Fernsehen". تبع ذلك تغييرات أخرى في هيكل عضوية ARD: في عام 1962 أُضِيفَت الإذاعتين المؤسستين حديثًا وفق القانون الاتحادي دويتشه فيله وإذاعة ألمانيا، في عام 1992 -بعد إعادة توحيد ألمانيا- شركات البث الحكومية الجديدة إذاعة وسط ألمانيا وإذاعة شرق ألمانيا براندنبورغ ORB. في عام 1994 اندمجت إذاعة ألمانيا وإذاعة القطاع الأمريكي معراديو ألمانيا، التي تدار من قبل ARD و ZDF بشكل مشترك، وغادرت شبكة ARD. ختاماً دُمِجَتْ إذاعة جنوب ألمانيا وإذاعة الجنوب الغربي لتشكيل إذاعة جنوب غرب ألمانيا (SWR) في عام 1998 وإذاعة شرق ألمانيا براندنبورغ ORB وإذاعة برلين الحرة SFB لتشكيل إذاعة برلين-براندنبورغ (RBB) في عام 2003.
تقوم هيئات البث التسع التي انضمت لتشكيل ARD ببث القناة الأولى كبرنامج تلفزيوني مشترك، بالإضافة إلى برامجها التلفزيونية والإذاعية الخاصة. العضو العاشر في الهيئة هو دويتشه فيله، قناة ألمانية مواجهة للعالم الخارجي.

## أعضاء الهيئة

### الإذاعات الحالية
| هيئة البث في الولاية                          | الاختصار | الشعار            | المقر          | إيرادات عام 2009 (مليون يورو) | إيرادات الرسوم 2009 (مليون يورو) | Planstellen | التأسيس | منطقة الإرسال                                                                     | عدد السكان في منطقة البث (بالمليون) |
| --------------------------------------------- | -------- | ----------------- | -------------- | ----------------------------- | -------------------------------- | ----------- | ------- | --------------------------------------------------------------------------------- | ----------------------------------- |
| البث البافاري Bayerischer Rundfunk            | BR       | BR-Logo           | ميونخ          | 1000                          | 0879                             | 2.893       | 1949    | بافاريا                                                                           | 12,9                                |
| إذاعة هسن Hessischer Rundfunk                 | hr       | HR-Logo           | فرانكفورت      | 0481                          | 0407                             | 1.900       | 1948    | هسن                                                                               | 06,2                                |
| Mitteldeutscher Rundfunk                      | MDR      | MDR-Logo          | لايبزيغ        | 0636                          | 0556                             | 2.023       | 1991    | ساكسونيا وساكسونيا أنهالت وتورينغن                                                | 08,5                                |
| Norddeutscher Rundfunk                        | NDR      | NDR-Logo          | هامبورغ        | 1083                          | 0956                             | 3.447       | 1956    | هامبورغ وسكسونيا السفلى وشلسفيغ هولشتاين (حتى 1956)، مكلنبورغ فوربومرن (منذ 1992) | 14,2                                |
| Radio Bremen                                  |          | Radio-Bremen-Logo | بريمن          | 0097 (2008)                   | 0041 (2008)                      | 0300        | 1945    | بريمن                                                                             | 00,7                                |
| Rundfunk Berlin-Brandenburg                   | rbb      | RBB-Logo          | برلين وبوتسدام | 0395 (2008)                   | 0344 (2008)                      | 1.650       | 2003    | برلين وبراندنبورغ                                                                 | 06,0                                |
| Saarländischer Rundfunk                       | SR       | SR-Logo           | ساربروكن       | 0116 (2008)                   | 0064 (2008)                      | 0635        | 1957    | سارلاند                                                                           | 01,0                                |
| Südwestrundfunk                               | SWR      | SWR-Logo          | شتوتغارت       | 1190 (2008)                   | 0959 (2008)                      | 3.648       | 1998    | بادن-فورتمبيرغ وراينلند بالاتينات                                                 | 15,0                                |
| إذاعة غرب ألمانيا Westdeutscher Rundfunk Köln | WDR      | WDR-Logo          | كولونيا        | 1350                          | 1140                             | 4.210       | 1956    | شمال الراين-وستفاليا                                                              | 17,9                                |